# Federico de Castro y Bravo
Federico de Castro y Bravo (Sevilla, 21 de octubre de 1903 - Madrid, 19 de abril de 1983) fue un civilista español. 

## Biografía
Fue Catedrático de Derecho Civil por oposición de las Universidades de La Laguna, Salamanca, Sevilla y de la Universidad Central de Madrid. Fue también catedrático de Derecho Internacional Privado de la Universidad Central. También destacó por algunos trabajos como historiador. Fue consejero de número del Consejo Superior de Investigaciones Científicas, miembro del comité permanente del Instituto Nacional de Estudios Jurídicos y académico de número de la Real Academia de Jurisprudencia y Legislación. Fue asesor del Ministerio de Asuntos Exteriores en cuestiones jurídicas internacionales, formó parte de le delegación española en la séptima sesión de la conferencia de Derecho Internacional Privado, presidiendo la delegación española en la conferencia sobre el derecho de los Tratados (1968-69).
Sus principales obras son "Derecho Civil de España" y "El Negocio Jurídico" que formaban parte de un magno proyecto de Tratado de Derecho Civil que no llegó a finalizar. Fue fundador de la revista Anuario de Derecho Civil.
Fue igualmente juez del Tribunal Internacional de Justicia de la Organización de las Naciones Unidas y en el Tribunal Europeo de la Energía Nuclear. entre 1970 y 1979 el primer español en ocupar dicho puesto.

## Influencia de su doctrina y crítica
El pensamiento jurídico de De Castro ha marcado a varias generaciones de juristas españoles.

Indudablemente es el mejor jurista español del siglo que ahora está terminando, y ello es palpable en que la mayoría de sus ideas están ya tan asumidas por la doctrina y la jurisprudencia que se han convertido en acervo común de forma que ya son tan de todos que no se recuerda que proceden de él,
Colegio de Registradores de la Propiedad y Mercantiles de España.

Su pensamiento y sus teorías han sido objeto de amplios trabajos por parte de la doctrina jurídica, española o extranjera y son tenidos en cuenta por legisladores de varias naciones latinoamericanas, como es el caso del Perú. o Argentina Igualmente, es citado por la jurisprudencia de países como Costa Rica.

## Obra jurídica
- Derecho Civil de España, ISBN 978-84-7398-283-2[13]
- El negocio jurídico, edición facsimilar (Civitas); reimpresión 2002. ISBN: 84-7398-322-X
- Estudios jurídicos del Profesor Federico de Castro (dos volúmenes, 1997). ISBN: 9788488973597

## Obra histórica
- Las naos españolas en la carrera de las Indias. Armadas y flotas en la segunda mitad del siglo XVI. Madrid, Editorial Voluntad, 1927[14]